# Pisz (gemeente)
De gemeente Pisz is een stad- en landgemeente in het Poolse woiwodschap Ermland-Mazurië, in powiat Piski.
De zetel van de gemeente is in Pisz.
Op 30 juni 2004 telde de gemeente 27 103 inwoners.

## Oppervlakte gegevens
In 2002 bedroeg de totale oppervlakte van gemeente Pisz 634,8 km², waarvan:
- agrarisch gebied: 28%
- bossen: 45%

De gemeente beslaat 35,74% van de totale oppervlakte van de powiat.

## Demografie
Stand op 30 juni 2004:
| Omschrijving                   | Totaal | Totaal | Vrouwen | Vrouwen | Mannen | Mannen |
| ------------------------------ | ------ | ------ | ------- | ------- | ------ | ------ |
| eenheid                        | aantal | %      | aantal  | %       | aantal | %      |
| inwoners                       | 27 103 | 100    | 13 609  | 50,4    | 13 494 | 49,8   |
| bevolkingsdichtheid (inw./km²) | 42,7   | 42,7   | 21,4    | 21,4    | 21,3   | 21,3   |

In 2002 bedroeg het gemiddelde inkomen per inwoner 1251,21 zł.

## Administratieve plaatsen (sołectwo)
Babrosty, Bogumiły, Borki, Ciesina, Hejdyk, Imionek, Jagodne, Jeglin, Jeże, Kałęczyn, Karpa, Karwik, Kocioł, Kocioł Duży, Kociołek Szlachecki, Kwik, Liski, Łupki, Łysonie, Maldanin, Maszty, Pietrzyki, Pilchy, Pogobie Średnie, Rakowo, Rakowo Piskie, Rostki, Snopki, Stare Guty, Stare Uściany, Szczechy Małe, Szczechy Wielkie, Szeroki Bór Piski, Trzonki, Turośl, Turowo, Turowo Duże, Wąglik, Wiartel, Zawady, Zdory, Zdunowo.
Zonder de status sołectwo : Jaśkowo, Niedźwiedzie, Anuszewo, Pogobie Tylne, Wiartel Mały, Wielki Las

## Aangrenzende gemeenten
Biała Piska, Kolno, Łyse, Orzysz, Mikołajki, Rozogi, Ruciane-Nida, Turośl